# Diocesi di Vagrauta
La diocesi di Vagrauta (in latino Dioecesis Vagrautensis) è una sede soppressa e sede titolare della Chiesa cattolica.

## Storia
Vagrauta, nell'odierna Algeria, è un'antica sede episcopale della provincia romana di Numidia.
Unico vescovo conosciuto di questa diocesi è Marcellino, il cui nome appare all'88º posto nella lista dei vescovi della Numidia convocati a Cartagine dal re vandalo Unerico nel 484; Marcellino, come tutti gli altri vescovi cattolici africani, fu condannato all'esilio.
Dal 1933 Vagrauta è annoverata tra le sedi vescovili titolari della Chiesa cattolica; dal 10 dicembre 2005 il vescovo titolare è Juan Frausto Pallares, già vescovo ausiliare di León.

## Cronotassi

### Vescovi residenti
- Marcellino † (menzionato nel 484)

### Vescovi titolari
- Geoffrey Burke † (26 maggio 1967 - 13 ottobre 1999 deceduto)
- George Leo Thomas (19 novembre 1999 - 23 marzo 2004 nominato vescovo di Helena)
- Cornelio Galleo Wigwigan † (19 marzo 2004 - 16 maggio 2005 deceduto)
- Juan Frausto Pallares, dal 10 dicembre 2005